# Las cenizas del Cóndor
Las cenizas del Cóndor es una novela del escritor uruguayo Fernando Butazzoni, publicada en 2014 por el Grupo Editorial Planeta, que tuvo una gran repercusión entre los lectores de América Latina.

## Argumento
La novela narra la historia de vida de Aurora Sánchez, una joven uruguaya que en 1974 cruzó a pie la cordillera de los Andes, embarazada de cinco meses, para huir del ejército de Pinochet. Su aventura personal es un pretexto para recorrer las distintas estaciones de la represión en países como Chile, Argentina y Uruguay durante los años en los que se implementó el Plan Cóndor. El título de la obra alude de forma metafórica a las consecuencias que el Plan Cóndor ha tenido para las nuevas generaciones de latinoamericanos, consecuencias que existen aún en sociedades plenamente democráticas.

## Personajes
Una de las características de la novela es su carácter híbrido "que destruye toda noción estrecha o canónica de género". Eso le permite al autor construir un relato que, sin dejar de ser una novela, se ubica "en la frontera de la ficción, la investigación, el reportaje y la crónica". Por ello, la enorme galería de personajes que recorren la obra, son personas reales, que tuvieron además una actuación pública notoria. Entre ellos, merecen destacarse los siguientes: Augusto Pinochet, Stefano Delle Chiaie, el general chileno Carlos Prats, los agentes de la DINA Michael Townley y Mariana Callejas, el general soviético Nikólai Leonov, el militar uruguayo Manuel Cordero, y otros.

## Recepción y premios
La novela tuvo en general una muy buena recepción de crítica y público. Hasta 2017 se habían realizado siete ediciones de la novela en Uruguay, Argentina y Chile por la casa editora Planeta. También apareció, en 2016, una edición cubana en la editorial Casa de las Américas de La Habana. La obra fue galardonada en el 2014 con el Premio Bartolomé Hidalgo que otorga cada año la Cámara Uruguaya del Libro y en el 2016 con el Premio José María Arguedas, que otorga la Casa de las Américas. En 2016 fue uno de los libros distinguidos por la Bienal de Novela Mario Vargas Llosa. En mayo de 2019 la compañía HBO anunció "un acuerdo con el autor para la realización de una serie basada en la novela".

## Crítica
En el semanario Brecha, la crítica literaria Alicia Torres señaló que "Butazzoni arma un puzle colosal en Las cenizas del cóndor. Empieza por retroceder a la década del 70 en el Cono Sur y desde allí, en casi 800 páginas, abarca un espacio gigantesco, conflictivo, degradado y hostil en el que el terror convive con la normalidad de la vida cotidiana [...] Logra magníficas descripciones psicológicas de personajes históricos que no dejan de asombrar por su soberbia y su crueldad, entre ellos los represores uruguayos Manuel Cordero y Víctor Castiglioni".
La narradora y crítica cubana Laidi Fernández de Juan escribió: "Las cenizas del Cóndor es un libro aterrador. Y en el miedo que provoca, en la legitimidad de sus criaturas y en la maestría de su autor, radica la magia que impide apartarnos de la novela".
En Sounds and Colours, Jorge Sarasola indicó que el libro es "A scrupulously researched novelistic chronicle which constitutes a mammoth attempt at capturing the darkest of our socio-political times in human terms. A necessary text for our collective memory". [Una crónica novelística de escrupulosa investigación que constituye un gigantesco intento de capturar lo más oscuro de nuestros tiempos sociopolíticos en términos humanos. Un texto necesario para nuestra memoria colectiva].
En julio de 2021 el Grupo Penguin Random House anunció mediante un comunicado que había adquirido los derechos mundiales de la novela, que había pertenecido antes al Grupo Planeta. En noviembre de 2021, durante una conferencia de prensa, la directora editorial de Alfaguara, Pilar Reyes, informó de la publicación, programada para marzo de 2022 de la novela "en todo el ámbito hispanoamericano", en el marco del proyecto Mapa de las Lenguas.

## Adaptación
En 2019 se anunció que HBO Latin America adaptaría el libro de Butazzoni para una miniserie.